# Bukovany u Sokolova
Bukovany (deutsch Bukwa, früher Buckwa) ist eine Gemeinde in Tschechien. Sie liegt fünf Kilometer westlich von Sokolov und gehört zum Okres Sokolov.

## Geographie

### Geographische Lage
Bukovany befindet sich im Falkenauer Becken auf einer Anhöhe linksseitig des Baches Harbartický potok.  Nördlich liegt der Medardsee, das Restloch von den ehemaligen Tagebauen der Gruben Libík und Medard (Medardi). Nach Westen erstreckt sich gleichfalls ein Halden- und Tagebaugebiet.

### Gemeindegliederung
Für die Gemeinde Bukovany sind keine Ortsteile ausgewiesen.

### Nachbargemeinden
Nachbarorte sind Habartov (Habersbirk) im Norden, Davidov und Svatava (Zwodau) im Nordosten, Sokolov (Falkenau) und Citice (Zieditz) im Osten, Hlavno (Kloben) im Südosten, Dasnice (Daßnitz) im Süden, Chlum Svaté Maří (Maria Kulm) im Südwesten sowie Lítov (Littengrün) und Úžlabí (Kolonie Kahr) im Nordwesten.
Das alte Dorf Bukovany und die umliegenden Orte Dvory (Meierhöfen), Kytlice (Kitlitzdorf), Lísková (Haselbach) und Rusov (Reißengrün) sowie größtenteils auch Jehličná (Grasset) fielen dem Braunkohlenbergbau zum Opfer.

## Geschichte
Die erste urkundliche Erwähnung des Ortes erfolgte im Jahre 1304. Es wird angenommen, dass das Dorf zu dieser Zeit zum Lehnsgebiet der Landgrafen von Leuchtenberg um die Burg Kinsberg gehörte. Seit 1525 ist der Haselhof nachweisbar.
Die Bewohner des Ortes lebten vornehmlich vom Hopfenanbau. Bei Kitlitzdorf bestand zu Beginn des 19. Jahrhunderts eine Vitriolfabrik.
1846 entstand die erste Schule in Buckwa. Nach der Aufhebung der Patrimonialherrschaften bildete Buckwa ab 1850 einen Ortsteil der Gemeinde Zwodau im Bezirk Falkenau. Bei Katzegiebl wurde 1850 eine Braunkohlenlagerstätte von bester Qualität aufgefunden und wenig später mit dem Abbau begonnen.
1879 entstand die Gemeinde Buckwa mit den Ortsteilen Katzegiebl, Kitlitzdorf, Robesgrün und Meierhöfen sowie der Ansiedlung Haselhof. Robesgrün löste in den 1880er Jahren los und bildete eine eigene Gemeinde. Mit dem zunehmenden Bergbau kamen 1888 die ersten tschechischen Bergleute in das zuvor rein deutsch besiedelte Dorf. Unter den der Unterschicht angehörenden Bergarbeitern verbreitete sich im Ersten Weltkrieg radikales Gedankengut. 1917 kam es zu Hungeraufständen; 498 Bergleute verweigerten die Arbeit und plünderten die Lebensmittelläden. Nach der Gründung der Tschechoslowakei schlossen sich die Bergarbeiter in Kampforganisationen zusammen. Im Jahre 1927 erfolgte auf den Gruben Adolfschacht und Sophieschacht der Dux-Bodenbacher Eisenbahn eine Aufbesserung der sozialen Lage der Bergleute. 
1930 hatte die Gemeinde 1612 Einwohner, 1939 waren es 1337. Im Jahre 1937 entstand eine Kapelle. Nach dem Münchner Abkommen wurde die Gemeinde Lanz ins Deutsche Reich eingegliedert und der Name Buckwa in Bukwa geändert. Bukwa gehörte bis 1945 zum Landkreis Falkenau. Nach 1938 begann die Aussiedlung der Tschechen, 30 Familien mussten den Ort verlassen. Mit der Vergrößerung der Grube Gustav begann 1939 ein Teilabriss von Buckwa, dabei wurden 300 Einwohner in andere Orte umgesiedelt. Im Zweiten Weltkrieg entstand in Bukwa ein Kriegsgefangenenlager; die Russen, Franzosen und Rumänen wurden zur Arbeit in den Kohlengruben herangezogen. Nach dem Ende des Zweiten Weltkrieges kam der Ort zur Tschechoslowakei zurück; es begann die Vertreibung der Deutschen. In den 1960er Jahren wurden Bukovany, Dvory und Kytlice im Zuge der Vergrößerung der Grube Libík-Medard vollständig geräumt und abgebaggert. Am Katzenhübel entstand anderthalb Kilometer südwestlich des alten Dorfes die neue Ansiedlung Bukovany.
Nach der Rekultivierung der ehemaligen Grube Libík-Medard soll ein 500 ha großer See entstehen.

## Wappen
Beschreibung: In Grün ein ausgerissener goldener Laubbaum über goldenem kreuzgelegten Hammer und Schlägel.

## Söhne und Töchter der Gemeinde
- Walter Preißler (1915–2005), deutscher Politiker